# موریس (کاریکاتوریست)
موریس دو بـِـوِر (فرانسوی: Maurice De Bevere‎؛ فرانسوی: [mɔ.ʁis də bəvɛʁ]؛ ۱ دسامبر ۱۹۲۳ – ۱۶ ژوئیهٔ ۲۰۰۱) یک کارتونیست، تصویرگر، فیلم‌نامه‌نویس، و کارگردان فیلم اهل بلژیک بود.
شهرت او به‌واسطهٔ خلق شخصیت لوک خوش‌شانس است.